# Deathcrush
Deathcrush je EP norveškog black metal-sastava Mayhem. Album je objavljen 16. kolovoza 1987. godine, a objavila ga je diskografska kuća Posercorpse Music.

## Pozadina
Iako je utjecajan za black metal, na tekstove i glazbu albuma uvelike su utjecali rani death metal-sastavi. Nakon što se pjevač Dead pridružio sastavu, Mayhem je počeo pisati o mračnijim temama te je gitarist Euronymous (Øystein Aarseth) počeo odbacivati većinu death metal sastava pošto su im se tekstovi počeli vezati previše za "društvenu svijest" i "normalne" teme umjesto štovanja smrti; htio je "da stvari budu ozbiljnije i ekstremnije". Dead je rekao da tekstovi "nisu uopće loši, ali su onakvi koji su kasnije postali gadljivi i popularni".
Prvu pjesmu "Silvester Anfang" sastavu je dao njemački kompozitor elektroničke glazbe Conrad Schnitzler, nakon što je Euronymous pronašao Schnitzlerovu kućnu adresu te sjedio ispred njegove kuće sve dok ga nije pozvao unutra. Euronymous je zatim pitao Schnitzlera da komponira uvodnu pjesmu za album; umjesto da napiše novu skladbu, Schnitzler je dao Euronymousu nasumičnu skladbu iz svoje arhive, koja je kasnije postala "Silvester Anfang".
Bubnjar Kjetil Manheim je kasnije rekao kako je zvuk sastava bio "takav da ni [studijski tehničar] nije znao kako ga snimiti (...) pa je samo postavio postavke, a mi smo svirali". Također je napomenuo da "nije bilo miksa, ni prije ni poslije" ni "ponovnog snimanja: bas-gitara, bubnjevi, gitara su odsvirani zajedno, a vokali su kasnije dodani.".
Godine 2008., Daniel Ekeroth napisao je, "Dva vizionara [Aarseth i Per 'Dead' Ohlin] gurnuli su jedno drugo sve više u tamu, i tijekom 1990. godine, usvojili sotonistički izgled koji je kasnije postao presudan za žanr [...] Dobro je poznato da je Øystein u početku bio veliki ljubitelj death metala i grindcorea".
Prema Deadu, većinu, ali ne svaki tekstova je napisao Necrobutcher.
Maniac je pjevao na svim pjesmama, osim  "Pure Fucking Armageddon", na kojima je pjevao Messiah. Obradu Venomove pjesme "Witching Hour" otpjevali su Messiah i Maniac zajedno. Manheim je odsvirao glasovir na "(Weird) Manheim".
U prvom izdanju albuma, omot albuma je zbog greške u tiskanju ispao ružičaste boje umjesto crvene. Na kasnijim izdanjima, omot je crven.

## Kritike
Unatoč limitiranom broju izdanja, EP se pojavio na Top 20 listi časopisa Kerrang!.

## Počasti
"Chainsaw Gutsfuck" dobio je titulu "najodvratnijeg teksta ikada" od časopisa Blender, 2006. godine.

## Popis pjesama
Tekstovi i glazba: Mayhem (Maniac, Euronymous, Necrobutcher, Manheim, Messiah), osim gdje je drugačije naznačeno.. 
| Br. | Skladba                           | Trajanje |
| --- | --------------------------------- | -------- |
| 1.  | »Silvester Anfang« (instrumental) | 1:56     |
| 2.  | »Deathcrush«                      | 3:33     |
| 3.  | »Chainsaw Gutsfuck«               | 3:33     |
| 4.  | »Witching Hour« (Obrada Venoma)   | 1:49     |
| 5.  | »Necrolust«                       | 3:37     |
| 6.  | »(Weird) Manheim« (instrumental)  | 0:48     |
| 7.  | »Pure Fucking Armageddon«         | 2:09     |
| 8.  | »Outro« (Samo na prvom izdanju)   | 1:09     |

## Zasluge
Mayhem
- Euronymous – gitara
- Manheim – bubnjevi, glasovir (na pjesmi 6)
- Necrobutcher – bas-gitara
- Maniac – vokali (na pjesmama 2, 3, 5)

Gostujući glazbenici
- Messiah – vokali (na pjesmama 4, 7, 8)

Ostalo osoblje
- Conrad Schnitzler – kompozitor prve pjesme
- Erik Avnskog – produciranje, inženjer zvuka, mastering
- Nella – logotip